# Mari Natsuki
Mari Natsuki (夏木マリ, Natsuki Mari), nom de scène de Junko Nakajima (中島淳子, Nakajima Junko), est une chanteuse, actrice et danseuse japonaise née le 2 mai 1952 à Tokyo dans l’arrondissement de Toshima.

## Biographie
Mari Natsuki étudie au lycée pour filles Oka de Toshima. En 1973, elle commence une carrière musicale. En 1993, elle conçoit un spectacle musical et dansé, L’Impressionniste, qui rencontre un fort succès au Japon et bénéficie d’une tournée européenne. Elle conçoit d’autres ballets musicaux dont une suite de L’Impressionniste en 2009. Elle joue également dès les années 1970 dans des séries télévisées ou films, et est nommée en 1985 et 2003 aux Japan Academy Prize de la meilleure actrice secondaire,. En 2001, elle participe au doublage du film d’animation Le Voyage de Chihiro de Hayao Miyazaki, récompensé aux Oscars du cinéma en 2003.

## Filmographie sélective

### Actrice
- 1982 : Dans l'ombre du loup (鬼龍院花子の生涯, Kiryūin hanako no shōgai?) de Hideo Gosha : Akio
- 1983 : La Légende des huit samourais (里見八犬伝, Satomi hakken-den?) de Kinji Fukasaku : Tamazusa
- 1984 : Fireflies in the North (北の螢, Kita no hotaru?) de Hideo Gosha : Suma
- 1986 : Death Shadows (十手舞, Jittemai?) de Hideo Gosha : Oren
- 1989 : C'est dur d'être un homme : Mon oncle (男はつらいよ ぼくの伯父さん, Otoko wa tsurai yo: Boku no ojisan?) de Yōji Yamada : Reiko, la mère d'Izumi
- 1990 : C'est dur d'être un homme : Les Vacances de Tora-san (男はつらいよ 寅次郎の休日, Otoko wa tsurai yo: Torajirō no kyūjitsu?) de Yōji Yamada : Reiko, la mère d'Izumi
- 1991 : Sutoroberi rodo (ストロベリーロード?) de Koreyoshi Kurahara
- 1991 : C'est dur d'être un homme : La Confession (男はつらいよ 寅次郎の告白, Otoko wa tsurai yo: Torajirō no kokuhaku?) de Yōji Yamada : Reiko, la mère d'Izumi
- 1992 : C'est dur d'être un homme : C'est dur d'être Tora-san (男はつらいよ 寅次郎の青春, Otoko wa tsurai yo: Torajirō no seishun?) de Yōji Yamada : Reiko, la mère d'Izumi
- 1995 : La Proie (The Hunted) de J. F. Lawton (en) : Junko
- 1996 : A Love to Melt the Snow (ゲレンデがとけるほど恋したい。, Gerende ga tokeru hodo koi shitai?) de Ryūichi Hiroki
- 1995 : C'est dur d'être un homme : Tora-san à la rescousse (男はつらいよ 寅次郎紅の花, Otoko wa tsurai yo: Torajirō kurenai no hana?) de Yōji Yamada : Reiko, la mère d'Izumi
- 1996 : Closing Time (クロージング・タイム?) de Masahiro Kobayashi : Rei
- 1998 : Samurai Fiction (SF サムライ・フィクション, Esu efu samurai fikushon?) de Hiroyuki Nakano : Okatsu
- 2001 : Une adolescente (少女, Shōjo?) de Eiji Okuda : Yukie
- 2002 : Ping pong (ピンポン, Pinpon?) de Fumihiko Sori : Obaba
- 2007 : Sakuran (さくらん?) de Mika Ninagawa
- 2007 : Tsukigami (憑神?) de Yasuo Furuhata
- 2007 : Out of the Wind (風の外側, Kaze no sotogawa?) de Eiji Okuda
- 2008 : Kamigakari (髪がかり?) de Minoru Kawasaki
- 2010 : Pāmanento nobara (パーマネント野ばら?) de Daihachi Yoshida
- 2018 : Voyage à Yoshino (Vision) de Naomi Kawase : Aki
- 2019 : C'est dur d'être un homme : Tora-san pour toujours (男はつらいよ お帰り 寅さん, Otoko wa tsurai yo: Okaeri Tora-san?) de Yōji Yamada : Reiko Hara

### Seiyū
- 2000 : Porté par le vent (風を見た少年, Kaze o mita shōnen?) de Kazuki Ōmori : Monica (voix)
- 2001 : Le Voyage de Chihiro (千と千尋の神隠し, Sen to Chihiro no kamikakushi?) de Hayao Miyazaki : Yubaba / Zeniba (voix)
- 2006 : Atagoal wa neko no mori (アタゴオルは猫の森?) de Mizuho Nishikubo : Pirea (voix)
- 2018 : L'Île aux chiens (Isle of Dogs) de Wes Anderson

## Distinctions

### Nominations
- 1985 : prix de la meilleure actrice dans un rôle secondaire pour Fireflies in the North et La Légende des huit samourais aux Japan Academy Prize[3]
- 2003 : prix de la meilleure actrice dans un rôle secondaire pour Ping pong aux Japan Academy Prize[4]